# Terrence Agard
Terrence Agard, född 16 april 1990 i Willemstad i Curaçao, är en nederländsk kortdistanslöpare som främst tävlar i 400 meter. Han tävlade fram till 2010 för Nederländska Antillerna.

## Karriär
I augusti 2021 vid OS i Tokyo var Agard en del av Nederländernas stafettlag tillsammans med Liemarvin Bonevacia, Tony van Diepen och Ramsey Angela som tog silver på 4×400 meter. I mars 2022 var han en del av Nederländernas stafettlag tillsammans med Taymir Burnet, Nick Smidt och Tony van Diepen som tog brons på 4×400 meter vid inomhus-VM i Belgrad.

## Personliga rekord
| Utomhus - 200 meter – 20,78 (St-Martin, 9 maj 2015) - 400 meter – 45,61 (La Chaux-de-Fonds, 30 juni 2019) | Inomhus - 200 meter – 22,07 (Metz, 12 februari 2022) - 400 meter – 46,41 (Apeldoorn, 26 februari 2022) |